# Lijst van romaanse bouwwerken in België
Dit is een lijst van romaanse bouwwerken en belangrijke romaanse restanten per provincie.

## Antwerpen
| Plaatsnaam | Object                                   | Romaans                                                                     | Bijzonderheden | Afbeelding |
| ---------- | ---------------------------------------- | --------------------------------------------------------------------------- | --- | ---------- |
| Antwerpen  | Steen                                    | muurresten in Doornikse blauwe kalksteen ter hoogte van de kelderverdieping | Oorspronkelijk het poortgebouw van een veel grotere fortificatie. Buiten het Steen zijn nabij het Vleeshuis nog resten van de oude ringmuur te vinden |            |
| Bornem     | Onze-Lieve-Vrouw-en-Sint-Leodegariuskerk | crypte                                                                      | |            |
| Kontich    | Sint-Martinuskerk                        | toren                                                                       | |            |
| Lier       | Sint-Pieterskapel                        |                                                                             | grotendeels reconstructie uit 1925 |            |
| Muizen     | Sint-Lambertuskerk                       | Toren                                                                       | De kern van de toren is een overblijfsel van een pre-Romaanse centraalbouw. De kerk zelf is verwoest tijdens WOII                                     |            |
| Postel     | Abdijkerk                                | schip en koor                                                               | |            |

## Brussel
| Plaatsnaam             | Object                         | Romaans                                 | Bijzonderheden                        | Afbeelding |
| ---------------------- | ------------------------------ | --------------------------------------- | ------------------------------------- | ---------- |
| Brussel                | Resten van de eerste stadsmuur | Verschillende muurresten en torens      |                                       |            |
| Brussel                | Kapellekerk                    | Transept en resten van de Transepttoren | Koor in romanogotische overgangsstijl |            |
| Oudergem               | Sint-Annakapel                 | Geheel                                  |                                       |            |
| Sint-Lambrechts-Woluwe | Sint-Lambertuskerk             | kerktoren en zijbeuk                    | later uitgebreid in neoromaanse stijl |            |

## Henegouwen
| Plaatsnaam            | Object                                | Romaans                                                                   | Bijzonderheden | Afbeelding |
| --------------------- | ------------------------------------- | ------------------------------------------------------------------------- | --- | ---------- |
| Ath                   | Burbanttoren                          | geheel                                                                    | Een dergelijke donjon naar Normandisch model is uniek in België                                                                                        |            |
| Anderlues             | Sint-Medard                           | Toren                                                                     | |            |
| Aubechies             | Sint-Gerykerk                         | geheel                                                                    | |            |
| Blaton                | Allerheiligenkerk                     | toren, schip en transept                                                  | koor in neoromaanse stijl |            |
| Chièvres              | Sint-Janskapel                        | geheel                                                                    | |            |
|                       | Chapelle de la Ladrerie               | geheel                                                                    | |            |
| Doornik               | Onze-Lieve-Vrouwekathedraal           | schip, torens en transept                                                 | |            |
|                       | Sint-Kwintenkerk                      |                                                                           | Grotendeels reconstructie in Schelderomaanse stijl |            |
|                       | Sint-Brixiuskerk                      | vieringtoren, onderbouw westtoren en muurwerk schip                       | |            |
|                       | Romaanse woonhuizen                   | Woonhuizen op de Rue Barre-Saint-Brice 12 en 14                           | |            |
| Dottenijs             | Oude dorpskerk                        | Toren                                                                     | De kerk is in 1913 op de toren na afgebroken |            |
| Ere                   | Sint-Amanduskerk                      | Schip                                                                     | Het schip van de oude kerk vormt nu het koor van de huidige. Het koor van de oude kerk is nu de sacristie                                              |            |
| Esquelmes             | Sint-Eleuthèrekerk                    | geheel                                                                    | |            |
| Fauburg-de-Lille      | Chapelle de la Ladrerie du Val d'Orcq | geheel                                                                    | |            |
| Frasnes-lez-Gosselies | Onze-lieve-vrouwekapel                |                                                                           | |            |
| Horrues               | Sint-Martinuskerk                     | Geheel                                                                    | |            |
| Jumet                 | Onze-Lieve-Vrouw van Heigne kapel     | geheel                                                                    | Huidige gebouw is een overblijfsel van het koor en transept van een oorspronkelijk veel grotere kerk                                                   |            |
| La Louvière           | Kerk Saint-Vaast                      | geheel                                                                    | |            |
| Lessines              | Sint-Pieterskerk                      | Delen van het schip                                                       | In het schip zijn nog dichtgemetselde romaanse raamopeningen te zien                                                                                   |            |
| Lobbes                | Sint-Ursmerkerk                       | schip, toren en koor                                                      | |            |
| Silly                 | Sint-Amanduskerk te Hellebecq         | Geheel                                                                    | |            |
| Pecq                  | Sint-Martinuskerk                     | Resten van Romaanse zaalkerk in de onderbouw van de huidige gotische kerk | |            |
| Wannebeek             | Saint Légerkerk                       | Deel van schip en westgevel                                               | |            |
| Zinnik                | Sint-Vincentiuskerk                   | Geheel                                                                    | De kerk heeft een rijke barokke aankleding gekend, die helaas verloren gegaan is in restauratiewoede. In het koor is het barokke interieur nog te zien |            |

## Limburg
| Plaatsnaam   | Object                               | Romaans                                         | Bijzonderheden                                                                    | Afbeelding |
| ------------ | ------------------------------------ | ----------------------------------------------- | --------------------------------------------------------------------------------- | ---------- |
| Aldeneik     | Sint-Annakerk                        |                                                 | De westwerkachtige toren is grotendeels een 19e-eeuwse creatie                    |            |
| Borgloon     | Sint-Odulfuskerk                     | deel schip                                      |                                                                                   |            |
|              | Hospitaal- en begijnhofkapel         | deel schip en koor                              | Zijbeuken later gesloopt                                                          |            |
| Brustem      | Sint Eucheriuskapel                  | koor                                            | Zeer zwaar gerestaureerd                                                          |            |
|              | Torenburcht                          | Resten van de achtzijdige donjon                |                                                                                   |            |
| Gingelom     | Onze-Lieve-Vrouw van Klein-Jeukkapel | Geheel                                          | Zeer verwaarloosd. Toren en zijbeuken in voorgaande eeuwen ingestort of gesloopt. |            |
| Gingelom     | Sint Martinuskerk te Montenaken      | Toren                                           |                                                                                   |            |
| Groot-Loon   | Sint-Servatiuskerk                   | onderbouw toren en schip                        |                                                                                   |            |
| Hasselt      | Sint-Quintinuskathedraal             | onderbouw toren                                 |                                                                                   |            |
| Kortessem    | Sint-Pieterskerk                     | middenschip en toren                            |                                                                                   |            |
|              | Sint-Agapituskerk te Vliermaal       | Toren                                           |                                                                                   |            |
| Neerglabbeek | Sint-Hubertuskerk                    | toren                                           |                                                                                   |            |
| Sint-Truiden | Abdijkerk Sint-Trudo                 | toren en crypte                                 |                                                                                   |            |
|              | Sint-Pieterskerk                     |                                                 |                                                                                   |            |
|              | Sint-Gangulfuskerk                   | Geheel                                          |                                                                                   |            |
| Tongeren     | Onze-Lieve-Vrouwebasiliek            | kloostergang                                    |                                                                                   |            |
|              | Sint-Martinuskerk te Berg            | Toren, schip, en onderbouw van de transeptarmen |                                                                                   |            |
| Wintershoven | Sint-Pietersbandenkerk               | toren en Schip                                  |                                                                                   |            |
| Zepperen     | Sint-Genovevakerk                    | toren                                           |                                                                                   |            |

## Luik
| Plaatsnaam              | Object                                     | Romaans                                                      | Bijzonderheden | Afbeelding |
| ----------------------- | ------------------------------------------ | ------------------------------------------------------------ | --- | ---------- |
| Amay                    | Collegiale kerk van Sint-Joris en Sint-Oda | Westwerk en deel schip                                       | |            |
|                         | Warouxtoren                                | woontoren 12e eeuw                                           | |            |
| Avernas-le-Bauduin      | Maria-Hemelvaartkerk                       | Toren                                                        | |            |
| Fexhe-le-Haut-Clocher   | Sint-Johannes de Doperkerk                 | Geheel                                                       | |            |
| Herstal                 | Sint-Oremuskapel                           |                                                              | |            |
| Lincent                 | Sint Pieterskerk                           | Ruïne van toren en schip                                     | |            |
| Luik                    | Sint-Bartholomeüskerk                      | Geheel                                                       | Later zijn er extra zijbeuken bijgeplaatst en is het interieur omgebouwd in een barokke stijl. Recentelijk hebben de romaanse delen van het exterieur een historiserende verflaag gekregen. |            |
|                         | Sint-Deniskerk                             | Westwerk en schip                                            | |            |
|                         | Sint-Johannes Evangelistkerk               | Enkel het westwerk                                           | De centraalbouw is een barokke constructie op het oorspronkelijke grondplan. |            |
|                         | Sint-Jacobuskerk                           | Resten van het Westwerk                                      | |            |
|                         | Minderbroedersklooster                     | Romaanse bouwdelen in het pandhof                            | De rest van het gebouw zelf is een schoolvoorbeeld van Maaslandse renaissance |            |
| Ocquier                 | Sint-Remacluskerk                          |                                                              | |            |
| Saint-Séverin (Nandrin) | Sint-Petrus-en-Pauluskerk                  |                                                              | |            |
| Stavelot                | Sint-Petrus-en-Pauluskerk                  | Resten westwerk en opgegraven fundamenten van het kerkgebouw | Het kerkgebouw is in 1802 gesloopt. Het westwerk is sterk verbouwd in de 16e en 18e eeuw.                                                                                                   |            |
| Theux                   | Sint-Hermes en Alexanderkerk               | Schip en toren                                               | Zeldzaam voorbeeld van een verdedigbare kerk in België. Het gebouw staat ook bekend als een van de vroegste voorbeelden van een hallenkerk boven de Alpen.                                  |            |
| Thisnes                 | Sint-Martinuskerk                          | Toren                                                        | |            |
| Xhignesse (Hamoir)      | Sint-Petruskerk                            | gehele kerk                                                  | |            |

## Luxemburg
| Plaatsnaam           | Object                | Romaans     | Bijzonderheden | Afbeelding |
| -------------------- | --------------------- | ----------- | -------------- | ---------- |
| Cherain              | Sint-Vincentiuskerk   | gehele kerk |                |            |
| Ciney                | Sint-Niklaaskerk      |             |                |            |
| Hargimont            | Sint-Christoffelkapel | Schip       |                |            |
| Villers-devant-Orval | abdijruïne            |             |                |            |
| Waha                 | Sint-Étiennekerk      |             |                |            |

## Namen
| Plaatsnaam      | Object                        | Romaans                               | Bijzonderheden                                      | Afbeelding |
| --------------- | ----------------------------- | ------------------------------------- | --------------------------------------------------- | ---------- |
| Andenne         | Sint-Pieterskerk              | Toren en middenschip                  |                                                     |            |
|                 | Sint-Mauritskerk te Sclayn    | Middenschip en deel toren             | Bovenbouw toren dateert uit de 18e eeuw             |            |
|                 | Sint-Ferminkerk te Bonneville | Middenschip en deel toren             | Bovenbouw toren dateert uit de 18e eeuw             |            |
| Assesse         | Sint-Genevièvekerk te Florée  |                                       |                                                     |            |
|                 | Sint-Martinuskapel te Maillen |                                       |                                                     |            |
| Celles (Houyet) | Sint-Hadelinuskerk            | geheel                                |                                                     |            |
| Dinant          | Sint-Nicolaaskapel te Thynes  | Koor en crypte van de vroegere kerk   |                                                     |            |
| Floreffe        | Kerk van de Norbertijnerabdij | geheel                                |                                                     |            |
|                 | Sint-Agathakerk te Franière   | geheel                                |                                                     |            |
| Fosses-la-Ville | Sint-Feuillenkerk             |                                       | Omvat zeldzame buitencrypte                         |            |
|                 | Stadsmuur                     | O.a. een waltoren en enkele muurdelen |                                                     |            |
|                 | Sint-Brigidakapel             |                                       |                                                     |            |
| Gembloux        | Stadsmuur                     | Twee waltorens en enkele muurdelen    |                                                     |            |
| Hastière        | Sint-Hadelinuskerk            | schip en toren                        | Ingrijpend gerestaureerd en gereconstrueerd in 1894 |            |
| Mettet          | Sint-Martinuskerk te Biesme   | schip en toren                        | Gotisch koor                                        |            |
| Nassogne        | De collegiale St. Mononkerk   |                                       |                                                     |            |
| Rochefort       | Sint-Odillekapel              |                                       |                                                     |            |
|                 | Sint-Remykapel                |                                       |                                                     |            |
| Walcourt        | Sint-Maternusbasiliek         | Toren met westkoor en crypte          |                                                     |            |
| Wierde          | Onze-lieve-vrouwekerk         | Geheel                                |                                                     |            |

## Oost-Vlaanderen
| Plaatsnaam          | Object                           | Romaans                                      | Bijzonderheden | Afbeelding |
| ------------------- | -------------------------------- | -------------------------------------------- | --- | ---------- |
| Aalst               | Stadhuis                         |                                              | |            |
| Adegem              | Sint Adrianuskerk                | vieringtoren en delen van zuidelijk transept | |            |
| Afsnee              | Sint-Jan-de Doperkerk            |                                              | |            |
| Asper               | Sint-Martinuskerk                | toren en koor                                | |            |
| Assenede            | Sint-Petrus en Sint-Martinuskerk | delen muurwerk toren, koor en transept       | |            |
| Baaigem             | Sint-Bavokerk                    | delen muurwerk                               | |            |
| Bachte-Maria-Leerne | Sint-Petrus en Pauluskerk        | delen muurwerk schip                         | |            |
| Daknam              | Onze lieve Vrouwekerk            |                                              | |            |
| Gent                | Sint-Jacobskerk                  |                                              | |            |
|                     | Ruïnes Sint-Baafsabdij           |                                              | |            |
|                     | Korenstapelhuis                  |                                              | |            |
|                     | Borluutsteen                     |                                              | |            |
|                     | Gravensteen                      |                                              | In het begin van de 20e eeuw zijn alle niet-oorspronkelijke delen gesloopt. Op de schaarse overblijfselen is zonder veel historisch inzicht de burcht opnieuw opgebouwd |            |
| Hunnegem            | OLV kerk                         |                                              | |            |
| Merendree           | Sint-Radgundiskerk               | vieringtoren en transept                     | |            |
| Oudenaarde          | Boudewijntoren                   |                                              | |            |
| Sint-Lievens-Houtem | Sint-Michielkerk                 | koor en traptoren                            | |            |
| Velzeke             | Sint-Martinuskerk                |                                              | Dit is naar alle waarschijnlijkheid één van de oudste bewaarde kerken van België.                                                                                       |            |
| Westrem             | Sint-Martinuskerk                |                                              | |            |

## Vlaams-Brabant
| Plaatsnaam      | Object                                 | Romaans                                     | Bijzonderheden | Afbeelding |
| --------------- | -------------------------------------- | ------------------------------------------- | --- | ---------- |
| Bertem          | Sint-Pieters-Bandenkerk                | geheel                                      | |            |
| Bierbeek        | Sint-Hilariuskerk                      | geheel                                      | De transeptarmen zijn een 19e-eeuwse reconstructie |            |
| Duisburg        | Sint-Katharinakerk                     | Schip                                       | |            |
| Goetsenhoven    | Sint-Laurentiuskerk                    | Toren en schip                              | |            |
| Hakendover      | Heilige Verlosserkerk                  | Toren en schip                              | |            |
| Herent          | Parochiekerk Onze-Lieve-Vrouw          | Toren, transept en koor                     | Opvallend rijk versierde toren |            |
| Heverlee        | Sint-Lambertuskapel                    | Toren en resten van het schip               | Omgebouwd tot woning, en in de jaren 60 van de 20e eeuw grotendeels gesloopt en vervangen door glazen doos                                                                       |            |
| Heverlee        | Abdijkerk van de Parkabdij             | Resten van het schip en het transept        | Later in barokke stijl verbouwd. In de 20e eeuw is tijdens een restauratie de oorspronkelijke romaanse toegangspoort terug in het zicht gebracht                                 |            |
| Hoegaarden      | Sint-Janskerk te Hoksen                | Toren en schip                              | Later uitgebreid met gotisch koor en transept. Naast de toren zijn nog de bogen van de oorspronkelijke zijbeuk te zien                                                           |            |
| Kerkom          | Sint-Martinuskerk                      | Toren                                       | |            |
| Kortrijk-Dutsel | Sint-Catharinakerk                     | Toren                                       | De toren is gebouwd in Demerromaanse stijl |            |
| Kumtich         | Sint-Gilliskerk                        | Transept en koor                            | Opmerkelijk vanwege de rijke versiering van het koor. |            |
| Leefdaal        | Sint-Veronakapel                       | Schip, koor en Toren                        | De zijbeuken zijn een recente reconstructie. |            |
|                 | Kasteel van Leefdaal                   | Kelder en onderbouw van de vierkante donjon | |            |
|                 | Sint-Lambertuskerk                     | Onderbouw toren en delen schip              | |            |
| Leuven          | Sint-Jacobskerk                        | Toren                                       | |            |
|                 | Romaanse poort                         |                                             | |            |
|                 | Stadsmuur                              |                                             | Belangrijke, maar verwaarloosde resten van romaanse stadsverdediging met kenmerkende speklagen van ijzerzandsteen                                                                |            |
|                 | Kapel bij de Heilige Geesthoeve        |                                             | De oorspronkelijke romaanse kapel vormt het koor van het huidige gebouw. |            |
| Meerbeek        | Sint-Antoniuskerk                      | toren                                       | |            |
| Meldert         | Sint-Ermelindiskerk                    | toren                                       | |            |
|                 | Resten van de Donjon van Meldert       |                                             | |            |
| Neerijse        | Sint-Pieter en Pauwelkerk              | Beide torens                                | De torens flankeerden het koor van de oorspronkelijke romaanse kerk |            |
| Oud-Heverlee    | Sint-Annakerk                          | toren                                       | Wat nu de westtoren van het huidige kerkje is, is oorspronkelijk gebouwd als koortoren van het romaanse gebouw.                                                                  |            |
| Oplinter        | Genevovakerk                           | toren                                       | |            |
| Pellenberg      | Sint-Pieterskerk                       | Onderbouw toren                             | |            |
| Perk            | Sint-Niklaaskerk                       | toren                                       | |            |
| Steenokkerzeel  | Sint-Katharinakerk te Humelchem        | Vieringstoren en delen van het schip        | |            |
| Tienen          | Sint-Germanuskerk                      | Resten van het Westwerk                     | |            |
|                 | Sint-Lambertuskerk te Overlaar         | Resten van het Westwerk                     | |            |
| Vertrijk        | Onze-Lieve-Vrouw-ten-Hemelopnemingkerk | toren                                       | |            |
| Vossem          | Sint-Pauluskerk                        | Toren, delen van het schip, en het koor     | |            |
| Veltem          | Sint-Laurentiuskerk                    | Toren                                       | |            |
| Walsbets        | Sint-Jan de Doperkerk                  | Toren                                       | Net zoals bij de Sint-Amanduskerk te Wezeren, is hier sprake van een oorspronkelijk losstaande romaanse verdedigingstoren waar later een romanogotische kerk aan vast is gebouwd |            |
| Wezeren         | Sint-Amanduskerk                       |                                             | |            |
| Winksele        | Maria Hemelvaartkerk                   | Toren en schip                              | |            |
| Zaventem        | Sint-Martinuskerk                      | Toren                                       | De toren was oorspronkelijk de oostertoren van een romaanse basilicale kerk |            |

## Waals-Brabant
| Plaatsnaam          | Object                                          | Romaans                                                                                    | Bijzonderheden | Afbeelding |
| ------------------- | ----------------------------------------------- | ------------------------------------------------------------------------------------------ | --- | ---------- |
| Tourinnes-la-Grosse | Sint-Martinskerk                                | Toren en schip                                                                             | |            |
| Jodoigne            | De St-Médardkerk                                | Geheel                                                                                     | Deels in een romanogotische overgangsstijl gebouwd                                                                               |            |
| Marilles            | Sint-Martinuskerk                               | Toren en schip                                                                             | |            |
| Neerheylissem       | Sint-Sulpicekerk                                | Toren en schip                                                                             | De toren is later verlaagd. |            |
| Nijvel              | Sint-Gertrudisklooster                          |                                                                                            | |            |
|                     | Sint-Gertrudiskerk                              |                                                                                            | Gereconstrueerd na oorlogsschade. Het huidige westwerk is geen historische reconstructie, maar het resultaat van een referendum. |            |
| Orp-le-Grand        | Sint-Adela en Sint-Martinuskerk                 | schip, deel toren                                                                          | Gereconstrueerd na oorlogsschade                                                                                                 |            |
| Perwijs             | Sint-Truidenkerk                                | onderbouw toren                                                                            | |            |
| Sint-Maria-Geest    | Sint-Petruskerk                                 | Koortoren en apsis                                                                         | |            |
| Villers-la-Ville    | Ruïnes van de adbij                             | westerse voorgevel van de abdijkerk (12e eeuw) - vleugel van de lekenbroeders – brouwerij. | |            |
| Walhain             | Ruïnes van de Donjons van de burcht van Walhain |                                                                                            | |            |
| Zittert-Lummen      | Sint-Bartolomeuskerk                            | Toren, schip en transept.                                                                  | |            |

## West-Vlaanderen
| Plaatsnaam | Object                 | Romaans                            | Bijzonderheden | Afbeelding |
| ---------- | ---------------------- | ---------------------------------- | --- | ---------- |
| Adinkerke  | Sint-Audomaruskerk     | toren                              | |            |
| Bovekerke  | Sint-Gertrudiskerk     | toren                              | |            |
| Brugge     | Oud Sint-Janshospitaal | delen muurwerk                     | |            |
|            | Heilig Bloedbasiliek   | benedenverdieping                  | |            |
| Ettelgem   | ruïne Sint-Eligiuskerk |                                    | |            |
| Geluwe     | Sint-Dionysiuskerk     |                                    | |            |
| Ieper      | Sint-Pieterskerk       | Westwerk en bogen van het transept | Het westwerk is een van de weinige gebouwen die enigszins ongeschonden door de Eerste Wereldoorlog heen zijn gekomen |            |